# Timothy Patrick Murphy
Timothy Patrick Murphy (* 3. November 1959 in Hartford, Connecticut, USA; † 6. Dezember 1988 in Sherman Oaks, Kalifornien, USA) war ein US-amerikanischer Schauspieler.

## Leben
Sein Fernsehdebüt gab er 1978 in der Serie Colorado Saga. Daraufhin folgten mehrere Gastrollen in verschiedenen US-Serien. Seinen größten Erfolg hatte er von 1982 bis 1983 in 28 Folgen der Serie Dallas als Mickey Trotter.
Für seine Darstellung in der Serie Love Boat wurde der Schauspieler 1984 mit dem „Young Artist Award“ ausgezeichnet.
Timothy Patrick Murphy starb im Alter von 29 Jahren an AIDS.

## Fernsehserien (Auswahl)
- 1978: Colorado Saga
- 1979, 1983, 1985: Love Boat
- 1982: CHiPs
- 1982: Quincy
- 1982–1983: Dallas
- 1984: Hotel
- 1986: Hunter
- 1988: Hilfe, ich bin ein Außerirdischer